# Ctenothrips
Ctenothrips (лат.) — род трипсов из семейства Thripidae (Thysanoptera). Около 5 видов.

## Распространение
Этот род широко распространен в Голарктике, но после многочисленных синонимов, установленных Wang et al. (2020), в настоящее время признано только пять видов. Типовой вид рода обитает в Северной Америке, но очень похож на вид, широко распространенный в северной Палеарктике.

## Описание
Мелкие насекомые с четырьмя бахромчатыми крыльями. Самка макроптерная или ми кроптерная. Голова длиннее ширины, сужена за глазами; нижнечелюстные пальпы 3-сегментные; глаза без пигментных фасеток; оцеллярные волоски I отсутствуют; четыре пары заднеглазничных волосков. Антенны 8-сегментные, сегмент I без парных дорсо-апикальных волосков, III и IV с вильчатыми конусами чувств, III—VI с некоторыми микротрихиями на обеих поверхностях. Пронотум шире длины; две пары длинных постероангулярных волосков и две пары постеромаргинальных волосков. Мезонотум сетчатый, срединная пара волосков расположена около середины; кампановидная сенсилла присутствует переднемедиально. Метанотум сетчатый; срединная пара волосков расположена за передним краем; имеются кампановидные сенсиллы. Первая и вторая жилки переднего крыла с полными рядами волосков; клавус с пятью жилковыми и одним дискальным волосками; реснички задней бахромки волнистые. Простернальные ферны не разделены; базантры мембранозные, без волосков; простернальный край широкий и поперечный. Мезостернум без стерноплевральных швов и без эндофуркальной спинулы. Метастернальная эндофурка без спинулы. Лапки 2-сегментные. Тергиты сетчатые, без ктенидий или краспед; VIII с полным заднемаргинальным гребнем; IX с двумя парами кампанифомальных сенсилл, имеются MD волоски; X со срединным расщеплением. Стерниты сетчатые, III—VII с тремя парами постеромаргинальных волосков, расположенных немного впереди края; II с двумя парами, VII с S1 и S2 далеко от края; латеротергиты без дискальных волосков. Самцы сходны с самками; стерниты III—VIII каждый с продолговатой поровой пластинкой. Вид из Северной Америки связан с листьями некоторых лилейных и орхидных, а два азиатских вида известны по видам рода Вороний глаз (Liliaceae), но европейский вид C. distinctus встречается на ландыше майском (Asparagaceae).

## Классификация
Включает около 5 видов из семейства Thripidae. Включён в подсемейство Thripinae. Виды Ctenothrips имеют несколько общих черт с некоторыми видами Taeniothrips, включая picipes и major, такие как форма и хаетотаксия головы, длинный гребень на тергите VIII, сильно выпуклый задний край стернита VII у самок с волосками S1 и S2, удалёнными от этого края. Однако тергиты видов Ctenothrips имеют сильную сетчатую скульптуру, ряды волосков почти полные на обеих продольных жилках переднего крыла, а мезоторакальная фурка отсутствует или только слабо обозначена.
- Ctenothrips bridwelli Franklin, 1907
  - syn. Ctenothrips frosti Moulton, 1929
- Ctenothrips distinctus (Uzel, 1895)
- Ctenothrips kwanzanensis Takahashi, 1937
  - syn. Ctenothrips nonnae Haga & Okajima, 1989
  - syn. Ctenothrips leionotus Tong & Zhang, 1992
  - syn. Ctenothrips cornipennis Han, 1997
  - syn. Ctenothrips taibaishanensis Feng, Zhang & Wang, 2003
  - syn. Ctenothrips guizhouensis Xie Y-H, Zhang H-R & Li Z-Y, 2011
  - syn. Ctenothrips yangi Xie Y-H, Yuan S-Y, Li Z-Y & Zhang H-R, 2013
- Ctenothrips parisae Wang, Li, Tong & Mound, 2020
- Ctenothrips transeolineae Chen, 1979
  - syn. Ctenothrips barapatharensis Tyagi, Ghosh & Kumar, 2014